# Плаково
Плаково е село, разположено в Северна България. То се намира в община Велико Търново, област Велико Търново.

## География
Село Плаково е разположено в Северна България. Намира се в Община Велико Търново, на 15 километра от общинския център по стария път за град Елена. Землището е 29,841 квадратни километра. Пощенският код е 5042, надморска височина  на територията на село Плаково е 399 метра.  За селото от град Велико Търново има три автобуса. Жителите наброяват над 300 души, като през последните години селото се пълни с млади семейства решили да живеят на село.

## История
Според легендата, по време на османското владичество близо до съвременното село Плаково се намирало селище на име Киселчово, което при поредните набези на кърджалиите е било опустошено. Оцелелите жители тръгнали към планината да търсят убежище и закрила. Мъката по изгубените домове и близки роднини била голяма. Те вървели и плачели и така новото селище било наречено Плаково.
Първите къщи са построени близо до реката, където днес е издигнат храмът „Рождество Богородично“, като постепенно селото се разраствало. По време на Руско-турската освободителна война в къщата на хаджи Стою се намирал щабът на руските войски. В същата къща, която стои и до днес, гост е бил Васил Левски.

## Население
Численост на населението според преброяванията през годините:
| \| Година на преброяване \| Численост \| \| --------------------- \| --------- \| \| 1934 \| 1085 \| \| 1946 \| 1134 \| \| 1956 \| 989 \| \| 1965 \| 797 \| \| 1975 \| 638 \| \| 1992 \| 370 \| \| 2001 \| 285 \| \| 2011 \| 236 \| \| 2021 \| 187 \| |           |
| Година на преброяване | Численост |
| 1934 | 1085      |
| 1946 | 1134      |
| 1956 | 989       |
| 1965 | 797       |
| 1975 | 638       |
| 1992 | 370       |
| 2001 | 285       |
| 2011 | 236       |
| 2021 | 187       |

### Етнически състав
Преброяване на населението през 2011 г.
Численост и дял на етническите групи според преброяването на населението през 2022 г.:
|                     | Численост |
| Общо                | 302       |
| Българи             | 281       |
| Турци               | 7         |
| Цигани              | 9         |
| Други               |           |
| Не се самоопределят |           |
| Неотговорили        | 5         |

## Културни и природни забележителности
- Храм „Рождество Богородично“

Храмът „Рождество на Пресвета Богородица“ в с. Плаково е осветен през 1847 г. Строен е по предварително издаден турски ферман върху основите на стара църква от онова време, която вече била тясна за населението.
Най-старият свещеник, за който има данни, че е служил в селото, е бил Нейко йерей, починал през 1794 г. на 104-годишна възраст, погребан в Плаковския манастир „Св. Илия“. Следващи свещеници са били свещ. Хвърлю, свещ. Кирил и свещ. Варлаам, които са служили до 1825 г. През 1826 г. е ръкоположен свещ. Христо Стойчев, който е един от инициаторите на построяването на новия храм.
Църквата „Рождество Богородично“ е строена вероятно от добър ученик на майстор Колю Фичето, който по това време е строял камбанарията на Плаковския манастир и църквата на Килифаревския манастир.
Иконостасът е дело на тревненски майстори. Иконите са авторски на Симеон Симеонов, зограф Досю Коюв от Трявна и Никола Илюв от Търново. Последните двама иконописци са работили и в църквата на Килифаревския манастир.
Към храма е съществувало килийно училище от 1810 г.
- Читалище „Просвета“

Читалището в с. Плаково е основано през 1873 г. по инициатива на местни учители. Разполагало с малка библиотека, предимно със земеделска литература. Тук известният учител и поет Никола Козлев четял пред селяните художествена литература и свои произведения. Особено много се харесвала поемата му „Хайдут Сидер и черен Арап“, която дълги години след това се пеела като народна песен.
През 1933 г. е основан четиригласен мъжки хор с диригент Минчо Стоев. От 1953 г. е преобразуван на женски хор за обработен фолклор, който съществува и до днес.

## Събития
От януари 2005 г. е учредено сдружение „Плаково в бъдеще“, което си е поставило за цел да съхрани културно-историческото наследство и да развие културния туризъм в населеното място.